# فهرست پدیده‌های طبیعی

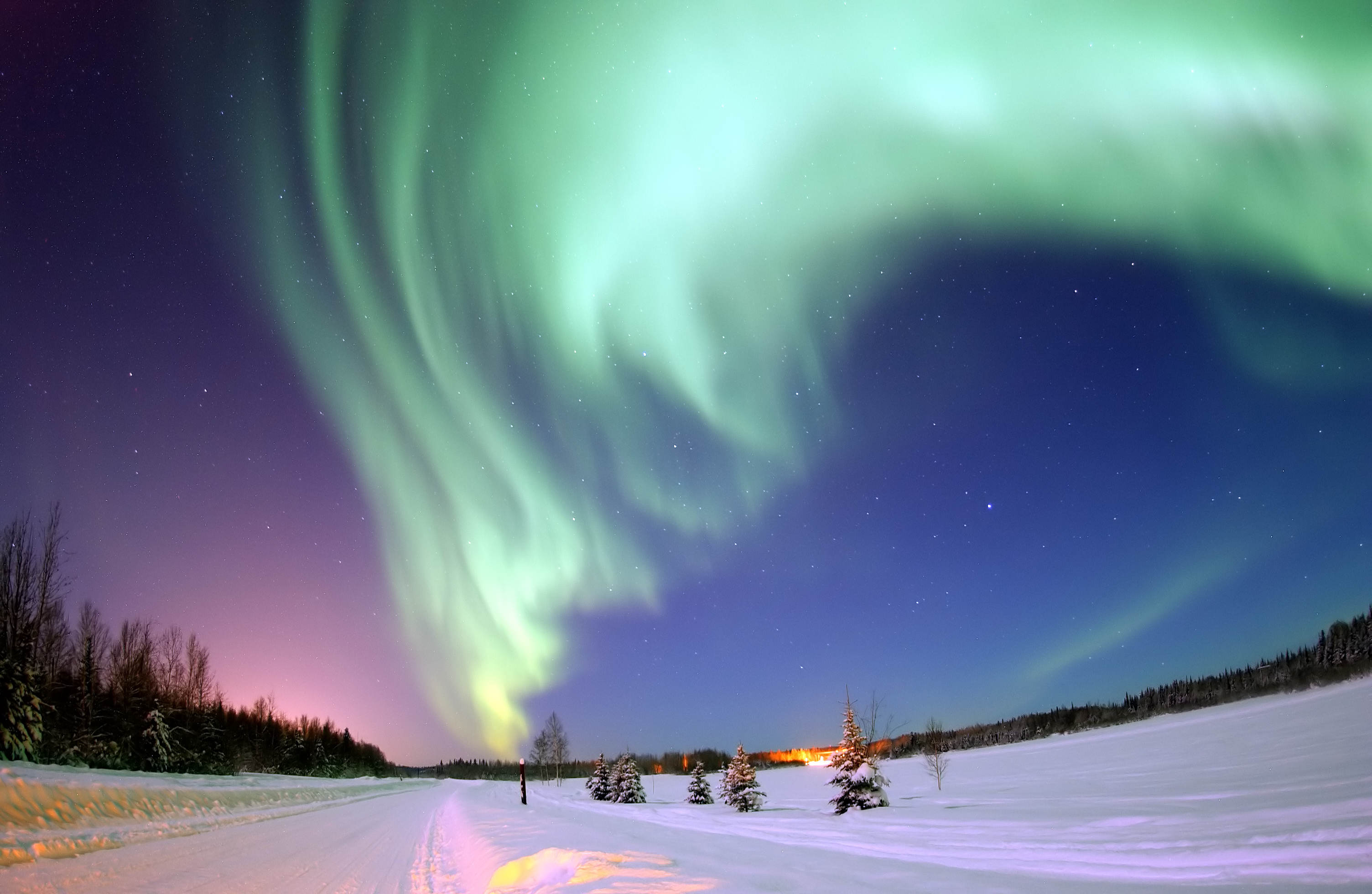
شفق قطبی یک پدیده طبیعی است.

فهرست پدیده‌های طبیعی (انگلیسی: List of natural phenomena) پدیده طبیعی یک رویداد قابل مشاهده است که ساخته دست بشر نیست. مثالها عبارتند از: طلوع خورشید، آب و هوا، مه (ابر)، تندر، پیچند; فرآیندهای بیولوژیکی، تجزیه (زیست‌شناسی)، جوانه زدن، تغییرات فیزیکی، انتشار موج، فرسایش; جریان جزر و مد و رخدادهای طبیعی مانند پالس الکترومغناطیسی، فوران آتشفشانی و زمین‌لرزه.

## تاریخچه
در فواصل زمانی زیادی، پدیده‌های طبیعی توسط مجموعه‌ای از رویدادهای بی‌شمار به عنوان ویژگی ایجاد‌شده توسط طبیعت مشاهده شده‌اند.

## پدیده‌های فیزیکی

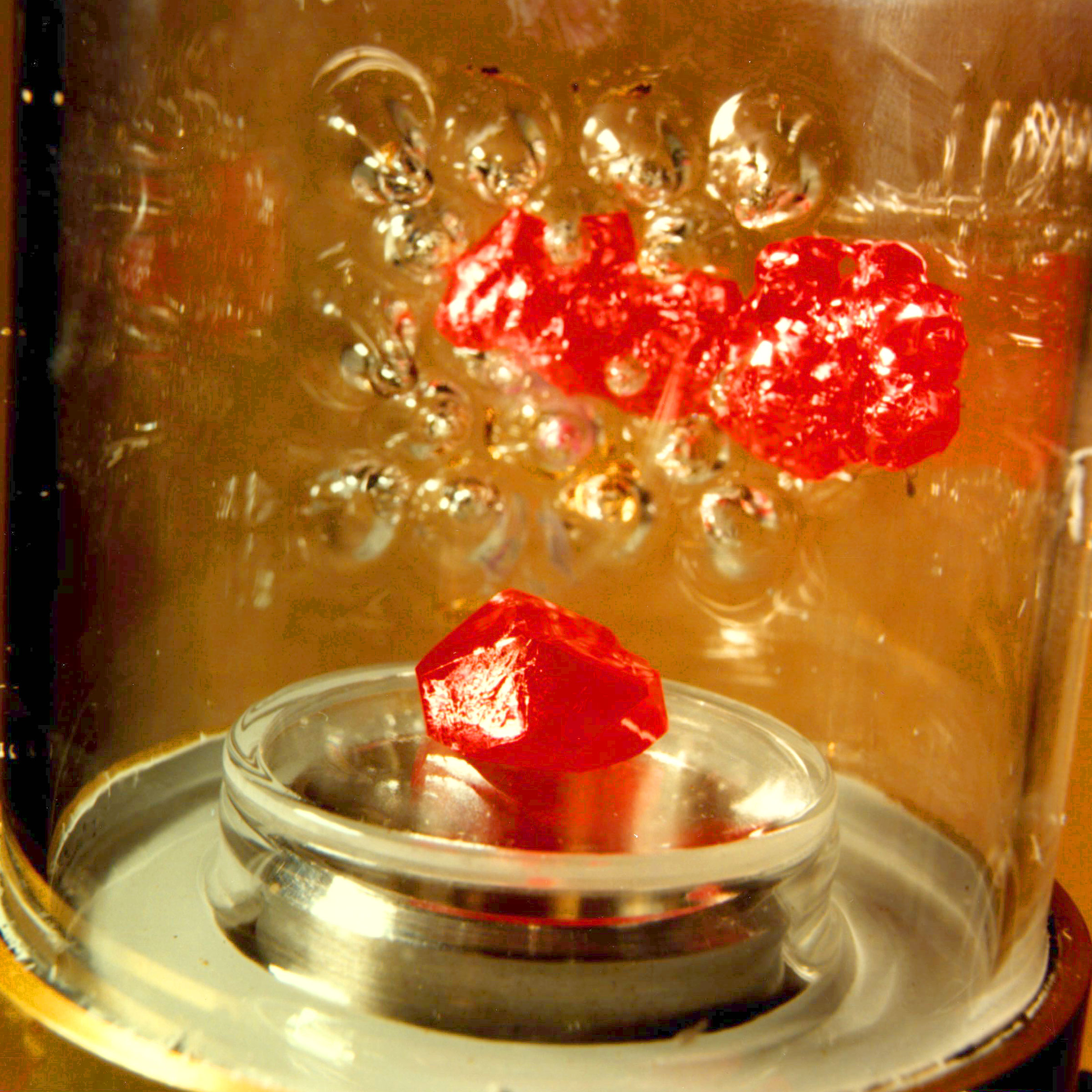
کریستال در کوره VCGS

انجماد
غلیان
جاذبه زمین
مغناطیس

## پدیده‌های شیمیایی
اکسیداسیون
آتش
زنگ‌زدگی